# Qualificazioni al campionato mondiale di calcio 1986 - OFC
Sono elencate di seguito le date e i risultati della zona oceanica (OFC) per le qualificazioni al mondiale del 1986.

## Formula
4 membri FIFA: si contendono 0,5 posti disponibili alla fase finale. Oltre alle squadre appartenente alla federazione OFC ( Australia e  Nuova Zelanda), la FIFA aggiunge al percorso di qualificazione 2 squadre non-OFC:  Israele e  Taipei cinese. Le qualificazioni si compongono di un turno: un girone unico, giocano partite di andata e ritorno. La vincente del gruppo si qualifica allo Spareggio UEFA-OFC.

## Girone Unico
| Data              | Luogo        | Squadra 1     | Risultato | Squadra 2     |
| ----------------- | ------------ | ------------- | --------- | ------------- |
| 3 settembre 1985  | Tel Aviv     | Taipei cinese | 0 - 6     | Israele       |
| 8 settembre 1985  | Tel Aviv     | Israele       | 5 - 0     | Taipei cinese |
| 21 settembre 1985 | Auckland     | Nuova Zelanda | 0 - 0     | Australia     |
| 5 ottobre 1985    | Auckland     | Taipei cinese | 1 - 5     | Nuova Zelanda |
| 8 ottobre 1985    | Tel Aviv     | Israele       | 1 - 2     | Australia     |
| 12 ottobre 1985   | Christchurch | Nuova Zelanda | 5 - 0     | Taipei cinese |
| 20 ottobre 1985   | Melbourne    | Australia     | 1 - 1     | Israele       |
| 23 ottobre 1985   | Adelaide     | Taipei cinese | 0 - 7     | Australia     |
| 26 ottobre 1985   | Auckland     | Nuova Zelanda | 3 - 1     | Israele       |
| 27 novembre 1985  | Sydney       | Australia     | 8 - 0     | Taipei cinese |
| 3 novembre 1985   | Sydney       | Australia     | 0 - 0     | Nuova Zelanda |
| 10 novembre 1985  | Tel Aviv     | Israele       | 3 - 0     | Nuova Zelanda |

| Pos | Squadra       | Pti | G | V | N | P | GF | GS | DR  |
| --- | ------------- | --- | - | - | - | - | -- | -- | --- |
| 1   | Australia     | 9   | 6 | 3 | 3 | 0 | 20 | 2  | +18 |
| 2   | Nuova Zelanda | 8   | 6 | 3 | 2 | 1 | 13 | 7  | +6  |
| 3   | Israele       | 7   | 6 | 3 | 1 | 2 | 17 | 6  | +11 |
| 4   | Taipei cinese | 0   | 6 | 0 | 0 | 6 | 1  | 36 | -35 |

 Australia qualificata allo Spareggio UEFA-OFC.